# Тит Статилий Максим Север Хадриан
Тит Статилий Максим Север Хадриан (на латински: Titus Statilius Maximus Severus Hadrianus) е политик, военен деец и сенатор на Римската империя през първата половина на 2 век.

## Биография
Произлиза от сенаторската фамилия Статилии Максими вероятно от Сирия. Участва като военен трибун в партската война на император Траян. Управител е на провинция Тракия (legatus Augusti pro praetore Thraciae) по времето на август Траян около 112 – 114 г. През 115 или 117 г. е суфектконсул.
Баща е на Тит Статилий Максим (консул 144 г.). Дядо е на Тит Статилий Север (консул 171 г.).